# Chris Winter
Chris Winter, född 22 juli 1986, är en kanadensisk friidrottare. Han deltog vid olympiska sommarspelen 2016.